# Copa América Feminina de 2018
O Campeonato Sul-Americano de Futebol Feminino de 2018, oficialmente denominado Copa América Feminina de 2018, foi a oitava edição do campeonato, que ocorreu entre 4 e 22 de abril no Chile. A edição classificou para a Copa do Mundo de Futebol Feminino de 2019, para os Jogos Pan-Americanos de 2019 e também para os Jogos Olímpicos de Verão de 2020.
O Brasil venceu todas as partidas do torneio e conquistou o sétimo título da competição em oito edições disputadas. Com o título conquistou a vaga para a Copa do Mundo e para o torneio de futebol dos Jogos Olímpicos de 2020, no Japão. Como vice-campeão, o Chile garantiu a outra vaga para o mundial. Argentina, Colômbia e Paraguai se classificaram para o Pan de 2019 em Lima, Peru.

## Fórmula de disputa
Na primeira fase, as dez equipes participantes foram divididas em dois grupos de cinco equipes cada. Cada equipe enfrentou os quatro adversários dentro do grupo. As duas melhores equipes de cada grupo avançaram para a fase final. A equipe classificada em quinto lugar no geral da primeira fase se classificou para os Jogos Pan-Americanos de 2019, em Lima.
Na fase final, as quatro equipes não só participaram para obter o maior prêmio em nível continental, mas também para qualificação a várias competições internacionais:
- Copa do Mundo Feminina da FIFA França 2019: as duas melhores equipes se classificam direto, a terceira entra no play-off (contra o quarto colocado da CONCACAF).[3]

- Jogos Olímpicos de Tóquio 2020: o vencedor do quadrangular final vai direto e o segundo lugar para a repescagem (contra o segundo colocado da África).[3]

- Jogos Pan-Americanos Lima 2019: as seleções que terminarem em último e penúltimo lugar na fase final avançam diretamente. A última vaga será para a melhor equipe da fase de grupos (o quinto lugar na classificação final), além do Peru que se classifica automaticamente como anfitrião.[3]

## Sedes
Originalmente três cidades foram selecionadas para sediar jogos da competição. No entanto o Estádio Diaguita, em Ovalle, foi removido como uma das sedes em março de 2018.
| La Serena          | La Serena Coquimbo | Coquimbo                           |
| ------------------ | ------------------ | ---------------------------------- |
| Estádio La Portada | La Serena Coquimbo | Estádio Francisco Sánchez Rumoroso |
| Capacidade: 18 243 | La Serena Coquimbo | Capacidade: 18 750                 |
|                    | La Serena Coquimbo |                                    |

## Seleções participantes
Todos os dez times nacionais membros da CONMEBOL entraram no torneio.
| Equipe           | Participação | Melhor desempenho                           | Ranking da FIFA1   |
| ---------------- | ------------ | ------------------------------------------- | ------------------ |
| Argentina        | 7.ª          | Campeã (2006)                               | 37.º               |
| Bolívia          | 7.ª          | 5.º lugar (1995)                            | 84.º               |
| Brasil           | 8.ª          | Campeã (1991, 1995, 1998, 2003, 2010, 2014) | 8.º                |
| Chile (anfitriã) | 8.ª          | Vice-campeã (1991)                          | 40.º               |
| Colômbia         | 6.ª          | Vice-campeã (2010 e 2014)                   | 24.º               |
| Equador          | 7.ª          | 3.º lugar (2014)                            | (não classificado) |
| Paraguai         | 6.ª          | 4.º lugar (2006)                            | 50.º               |
| Peru             | 6.ª          | 3.º lugar (1998)                            | 59.º               |
| Uruguai          | 6.ª          | 3.º lugar (2006)                            | 68.º               |
| Venezuela        | 7.ª          | 3.º lugar (1991)                            | 64.º               |

1Antes da competição.

## Arbitragem
As árbitras e assistentes para o torneio foram definidos em 3 de abril.
| Federação | Árbitras                                      | Assistentes                                    |
| --------- | --------------------------------------------- | ---------------------------------------------- |
| AFA       | ARG María Laura Fortunato ARG Salomé Di Iorio | ARG Mariana de Almeida ARG María Eugenia Rocco |
| FBF       | BOL Sirley Cornejo                            | BOL Liliana Bejarano BOL Inés Choque           |
| CBF       | BRA Edina Alves                               | BRA Neuza Back BRA Tatiane Sacilotti           |
| FFCH      | CHI Dione Rissios                             | CHI Leslie Vásquez CHI Loreto Toloza           |
| FCF       | COL María Victoria Daza                       | COL Mary Blanco COL Luzmila González           |

| Federação | Árbitras                            | Assistentes                             |
| --------- | ----------------------------------- | --------------------------------------- |
| FEF       | ECU Susana Corella                  | ECU Mónica Amboya ECU Viviana Segura    |
| APF       | PAR Olga Miranda PAR Zulma Quiñónez | PAR Nilda Gamarra PAR Laura Miranda     |
| FPF       | PER Elizabeth Tintaya               | PER Vera Yupanqui PER Gabriela Moreno   |
| AUF       | URU Claudia Umpiérrez               | URU Luciana Mascaraña URU Mariana Corbo |
| FVF       | VEN Emikar Calderas                 | VEN Yoly García VEN Migdalia Rodríguez  |

## Sorteio
O sorteio foi realizado em 1 de março de 2018, no Auditório da Associação Nacional de Futebol Profissional em Santiago, no Chile.
Seguindo o ranking da CONMEBOL, a distribuição das equipes através dos potes se deu da seguinte maneira (os potes foram integrados por duplas estabelecidas de acordo com a localização das equipes na última edição). Foi decidido previamente que o Chile seria o cabeça de chave do Grupo A e o Brasil do Grupo B.
|                | Cabeça de Chave                      | Pote 1               | Pote 2                 | Pote 3                | Pote 4           |
| -------------- | ------------------------------------ | -------------------- | ---------------------- | --------------------- | ---------------- |
| Fase de grupos | - Chile (Grupo A) - Brasil (Grupo B) | - Colômbia - Equador | - Paraguai - Argentina | - Venezuela - Uruguai | - Peru - Bolívia |

Após o sorteio foram definidos os seguintes grupos:
| Grupo A - Chile - Colômbia - Paraguai - Uruguai - Peru | Grupo B - Brasil - Equador - Argentina - Venezuela - Bolívia |

## Primeira fase
Todas as partidas seguem o fuso horário do Chile (UTC−4).

### Grupo A
| Seleção  | Pts | J | V | E | D | GP | GC | SG  |
| -------- | --- | - | - | - | - | -- | -- | --- |
| Colômbia | 10  | 4 | 3 | 1 | 0 | 16 | 2  | +14 |
| Chile    | 8   | 4 | 2 | 2 | 0 | 8  | 2  | +6  |
| Paraguai | 7   | 4 | 2 | 1 | 1 | 7  | 7  | 0   |
| Uruguai  | 1   | 4 | 0 | 1 | 3 | 2  | 11 | –9  |
| Peru     | 1   | 4 | 0 | 1 | 3 | 1  | 12 | –11 |

| 4 de abril | Colômbia                                                              | 7 – 0 | Uruguai | Estádio La Portada, La Serena |
| 16:45      | Usme 2', 45+1', 57', 90+2' · Montoya 17' · Rincón 43' · Echeverri 58' | Fonte |         | Árbitro: VEN Emikar Caldera   |

| 4 de abril | Chile    | 1 – 1 | Paraguai       | Estádio La Portada, La Serena |
| 19:00      | Aedo 62' | Fonte | Villamayor 53' | Árbitro: ECU Susana Corella   |

| 6 de abril | Paraguai                                   | 3 – 0 | Peru | Estádio La Portada, La Serena |
| 16:45      | Peña 70' · J. Martínez 84' · Peralta 90+3' | Fonte |      | Árbitro: BOL Sirley Cornejo   |

| 6 de abril | Chile    | 1 – 1 | Colômbia | Estádio La Portada, La Serena |
| 19:00      | Sáez 79' | Fonte | Usme 49' | Árbitro: BRA Edina Alves      |

| 8 de abril | Uruguai    | 1 – 1 | Peru         | Estádio La Portada, La Serena |
| 16:45      | Badell 58' | Fonte | Martínez 37' | Árbitro: ARG Salomé di Iorio  |

| 8 de abril | Colômbia                                     | 5 – 1 | Paraguai      | Estádio La Portada, La Serena      |
| 19:00      | Usme 41', 56', 65' · Ospina 70' · Santos 81' | Fonte | Cortaza 90+2' | Árbitro: ARG María Laura Fortunato |

| 10 de abril | Colômbia                              | 3 – 0 | Peru | Estádio La Portada, La Serena |
| 16:45       | Usme 23' · Santos 54' · Echeverri 83' | Fonte |      | Árbitro: BOL Sirley Cornejo   |

| 10 de abril | Chile     | 1 – 0 | Uruguai | Estádio La Portada, La Serena      |
| 19:00       | Rojas 79' | Fonte |         | Árbitro: ARG María Laura Fortunato |

| 12 de abril | Paraguai                        | 2 – 1 | Uruguai    | Estádio La Portada, La Serena |
| 16:45       | J. Martínez 36' · Peralta 90+2' | Fonte | Ramírez 1' | Árbitro: BRA Edina Alves      |

| 12 de abril | Peru | 0 – 5 | Chile                                            | Estádio La Portada, La Serena |
| 19:00       |      | Fonte | Aedo 28', 65' · López 38' · Lara 62' · Rojas 85' | Árbitro: VEN Emikar Calderas  |

### Grupo B
| Seleção   | Pts | J | V | E | D | GP | GC | SG  |
| --------- | --- | - | - | - | - | -- | -- | --- |
| Brasil    | 12  | 4 | 4 | 0 | 0 | 22 | 1  | +21 |
| Argentina | 9   | 4 | 3 | 0 | 1 | 12 | 6  | +6  |
| Venezuela | 6   | 4 | 2 | 0 | 2 | 9  | 6  | +3  |
| Bolívia   | 3   | 4 | 1 | 0 | 3 | 1  | 18 | –17 |
| Equador   | 0   | 4 | 0 | 0 | 4 | 3  | 16 | –13 |

| 5 de abril | Equador | 0 – 1 | Venezuela       | Estádio Francisco Sánchez Rumoroso, Coquimbo |
| 16:45      |         | Fonte | Castellanos 85' | Árbitro: PAR Olga Miranda                    |

| 5 de abril | Brasil                                                | 3 – 1 | Argentina  | Estádio Francisco Sánchez Rumoroso, Coquimbo |
| 19:00      | Bia Zaneratto 17' · Cristiane 57' (pen) · Debinha 90' | Fonte | Banini 54' | Árbitro: URU Claudia Umpiérrez               |

| 7 de abril | Argentina                               | 3 – 0 | Bolívia | Estádio Francisco Sánchez Rumoroso, Coquimbo |
| 16:45      | Jaimes 33' (pen), 39' · Larroquette 71' | Fonte |         | Árbitro: PER Elizabeth Tintaya               |

| 7 de abril | Brasil | 8 – 0 | Equador | Estádio Francisco Sánchez Rumoroso, Coquimbo |
| 19:00      | Cristiane 10' 90+2' · Bia Zaneratto 21', 81' · Andressinha 48' · Formiga 65' · Rafaelle 70' · Debinha 86' | Fonte |         | Árbitro: CHI Dione Rissios                   |

| 9 de abril | Venezuela                                                                | 8 – 0 | Bolívia | Estádio Francisco Sánchez Rumoroso, Coquimbo |
| 16:45      | Castellanos 23', 49', 55', 90+3' (pen) · Viso 63', 65', 89' · Altuve 74' | Fonte |         | Árbitro: URU Claudia Umpiérrez               |

| 9 de abril | Equador                                         | 3 – 6 | Argentina                                                                       | Estádio Francisco Sánchez Rumoroso, Coquimbo |
| 19:00      | Vásquez 20' · Rodríguez 37' (pen) · Fajardo 76' | Fonte | Banini 2' · Larroquette 8' · Bravo 10' · Jaimes 41' · Bonsegundo 45' (pen), 85' | Árbitro: COL María Victoria Daza             |

| 11 de abril | Equador | 0 – 1 | Bolívia         | Estádio Francisco Sánchez Rumoroso, Coquimbo |
| 16:45       |         | Fonte | Morón 68' (pen) | Árbitro: PAR Zulma Quiñónez                  |

| 11 de abril | Brasil                                          | 4 – 0 | Venezuela | Estádio Francisco Sánchez Rumoroso, Coquimbo |
| 19:00       | Mônica 10' · Bia Zaneratto 38', 72' · Marta 82' | Fonte |           | Árbitro: PAR Olga Miranda                    |

| 13 de abril | Argentina                           | 2 – 0 | Venezuela | Estádio Francisco Sánchez Rumoroso, Coquimbo |
| 16:45       | Jaimes 44' (pen) · Banini 61' (pen) | Fonte |           | Árbitro: URU Claudia Umpiérrez               |

| 13 de abril | Bolívia | 0 – 7 | Brasil                                                                                     | Estádio Francisco Sánchez Rumoroso, Coquimbo |
| 19:00       |         | Fonte | Érika 3', 65' · Andressinha 17', 54' · Andressa Alves 41' · Millene 80' · Aline Milene 82' | Árbitro: PER Elizabeth Tintaya               |

## Fase final
Todas as partidas seguem o fuso horário do Chile (UTC−4).
| Seleção   | Pts | J | V | E | D | GP | GC | SG |
| --------- | --- | - | - | - | - | -- | -- | -- |
| Brasil    | 9   | 3 | 3 | 0 | 0 | 9  | 1  | +8 |
| Chile     | 4   | 3 | 1 | 1 | 1 | 5  | 3  | +2 |
| Argentina | 3   | 3 | 1 | 0 | 2 | 3  | 8  | –5 |
| Colômbia  | 1   | 3 | 0 | 1 | 2 | 1  | 6  | –5 |

| 16 de abril | Colômbia    | 1 – 3 | Argentina                                 | Estádio La Portada, La Serena |
| 16:45       | Salazar 31' | Fonte | Bonsegundo 50' · Jaimes 67' · Coronel 70' | Árbitro: VEN Emikar Calderas  |

| 16 de abril | Brasil                                     | 3 – 1 | Chile     | Estádio La Portada, La Serena |
| 19:00       | Mônica 21' · Bia Zaneratto 25' · Thaís 34' | Fonte | López 64' | Árbitro: PAR Olga Miranda     |

| 19 de abril | Brasil                                   | 3 – 0 | Argentina | Estádio La Portada, La Serena |
| 16:45       | Cristiane 47' · Thaísa 52' · Debinha 78' | Fonte |           | Árbitro: ECU Susana Corella   |

| 19 de abril | Colômbia | 0 – 0 | Chile | Estádio La Portada, La Serena  |
| 19:00       |          | Fonte |       | Árbitro: URU Claudia Umpiérrez |

| 22 de abril | Chile                                                     | 4 – 0 | Argentina | Estádio La Portada, La Serena |
| 16:45       | Sáez 8' · Hernández 24' · Barroso 40' (g.c.) · Lara 90+2' | Fonte |           | Árbitro: VEN Emikar Calderas  |

| 22 de abril | Brasil                          | 3 – 0 | Colômbia | Estádio La Portada, La Serena |
| 19:00       | Mônica 29', 71' · Formiga 45+2' | Fonte |          | Árbitro: BOL Sirley Cornejo   |

## Premiação
| Copa América Feminina de 2018 |
| Brasil                        |
| ----------------------------- |
| BRASIL Campeão (7º título)    |

## Artilharia
| 9 gols (1) - COL Catalina Usme 6 gols (2) - ARG Soledad Jaimes - BRA Bia Zaneratto 5 gols (1) - VEN Deyna Castellanos 4 gols (2) - BRA Cristiane - BRA Mônica 3 gols (6) - ARG Estefanía Banini - ARG Florencia Bonsegundo - BRA Andressinha - BRA Debinha - CHI Yanara Aedo - VEN Ysaura Viso 2 gols (11) - ARG Mariana Larroquette | 2 gols (contiunação) - BRA Érika - BRA Formiga - CHI Camila Sáez - CHI Francisca Lara - CHI María José Rojas - CHI Yesenia López - COL Isabella Echeverri - COL Leicy Santos - PAR Amada Peralta - PAR Jéssica Martínez 1 gol (25) - ARG Linda Bravo - ARG Mariela Coronel - BOL Janeth Morón - BRA Aline Milene - BRA Andressa Alves - BRA Marta - BRA Millene - BRA Thaís | 1 gol (contiunação) - BRA Thaísa - BRA Rafaelle - CHI Maryorie Hernández - COL Daniela Montoya - COL Diana Ospina - COL Liana Salazar - COL Yoreli Rincón - ECU Erika Vásquez - ECU Ingrid Rodríguez - ECU Suany Fajardo - PAR Damia Cortaza - PAR Gloria Villamayor - PAR Liz Peña - PER Gretta Martínez - URU Sindy Ramírez - URU Yamila Badell - VEN Oriana Altuve Gols contra (1) - ARG Agustina Barroso (para o Chile) |

## Classificação final
A classificação final é determinada através da fase em que a seleção alcançou e a sua pontuação, levando em conta os critérios de desempate.
| Pos. | Seleção   | Pts | J | V | E | D | GP | GC | SG  | Status                                                              |
| ---- | --------- | --- | - | - | - | - | -- | -- | --- | ------------------------------------------------------------------- |
| 1    | Brasil    | 21  | 7 | 7 | 0 | 0 | 31 | 2  | +29 | Classificado ao Mundial 2019 e Jogos Olímpicos de Verão de 2020     |
| 2    | Chile     | 12  | 7 | 3 | 3 | 1 | 13 | 5  | +8  | Classificado ao Mundial 2019 e repescagem olímpica (CAF–CONMEBOL)   |
| 3    | Argentina | 12  | 7 | 4 | 0 | 3 | 15 | 14 | +1  | Classificado à repescagem do Mundial (CONCACAF–CONMEBOL) e Pan 2019 |
| 4    | Colômbia  | 11  | 7 | 3 | 2 | 2 | 17 | 8  | +9  | Classificados ao Pan 2019                                           |
| 5    | Paraguai  | 7   | 4 | 2 | 1 | 1 | 7  | 7  | 0   | Classificados ao Pan 2019                                           |
| 6    | Venezuela | 6   | 4 | 2 | 0 | 2 | 9  | 6  | +3  | Eliminados na primeira fase                                         |
| 7    | Bolívia   | 3   | 4 | 1 | 0 | 3 | 1  | 18 | –17 | Eliminados na primeira fase                                         |
| 8    | Uruguai   | 1   | 4 | 0 | 1 | 3 | 2  | 11 | –9  | Eliminados na primeira fase                                         |
| 9    | Peru      | 1   | 4 | 0 | 1 | 3 | 1  | 12 | –11 | Classificado ao Pan 2019 (anfitrião)                                |
| 10   | Equador   | 0   | 4 | 0 | 0 | 4 | 3  | 16 | –13 | Eliminado na primeira fase                                          |